# Aphis droserae
Aphis droserae är en insektsart som beskrevs av Takahashi, R. 1921. Aphis droserae ingår i släktet Aphis och familjen långrörsbladlöss. Inga underarter finns listade i Catalogue of Life.